# Borgo della Costa
Il Borgo della Costa è uno dei borghi storici di Cumiana, paese in provincia di Torino adagiato in una conca sulle ultime pendici delle Alpi Cozie.
Il nome Costa deriverebbe dalla configurazione del terreno. La popolazione anticamente dovette raggrupparsi sul versante soleggiato e asciutto di un crinale montuoso i cui estremi sono segnati da edifici sacri: la Chiesa di San Valeriano, nei cui pressi il “rocco” sul quale avrebbe subito il martirio il santo viene anche associato al culto ancestrale delle pietre sacre, la Cappella di Santa Croce sulla cima della Rocca Due Denti (885 m) e la Chiesa dei Santi Gervasio e Protasio, che risalirebbe ai primordi del Cristianesimo e di cui sopravvive il campanile preromanico.
Favorita per la posizione dominante, per la presenza di acque sorgive e dei torrenti Moretta e Mondarello che la proteggono naturalmente, la Costa fu per secoli un borgo fortificato. A testimoniare questo passato sono i resti del medievale castellasso sulla sommità della collina, dimora dei Falconieri dei signori di Trana e di Rivalta (X secolo), distrutto prima del 1587. Vestigia di torri e delle mura antiche del borgo furono inglobate e sono tuttora visibili nella dimora storica Il Fortelletto, che conserva anche un pozzo accessibile attraverso una galleria sotterranea, rimanenza degli antichi sistemi di fortificazione.
Più a valle del castellasso, il castello nuovo domina con la sua mole possente l'abitato sottostante. Edificato probabilmente nei primordi dell'affermazione sabauda in Piemonte (XIII-XIV secolo), poi rimaneggiato e ampliato tra XVII e XVIII secolo, fu la dimora forse dei principi di Savoia-Acaia (1295-1366), poi dei Canalis, feudatari di Cumiana per circa quattrocento anni (1366-1801), infine dei conti Provana di Collegno (1864-1992).
Fronteggia il castello la Chiesa di San Giovanni Battista, rifondata nel 1338 e riccamente dotata dal vescovo di Torino Guido Canalis, appartenente all'omonimo casato che trent'anni dopo avrebbe acquisito la signoria su Cumiana. Si ha notizia di una precedente chiesa dedicata al Beato Michele. La chiesa attuale è stata parrocchiale della Costa fino al 1986 e conserva pregevoli opere al suo interno. 
Separato dalla chiesa e attualmente incluso nel giardino della casa parrocchiale è il campanile, costruito sul finire del XVI secolo.
Il Borgo della Costa raccoglie inoltre un insieme di case signorili, tra le quali si segnala Casa Buffa, settecentesca tenuta padronale.